# The COVID Tapes: Solos, Duos & Trios
The COVID Tapes: Solos, Duos & Trios ist ein Jazzalbum von Dave Rempis. Die von Mai bis September 2020 an verschiedenen Orten in Chicago und Milwaukee entstandenen Aufnahmen erschienen 2021 auf Aerophonic Records.

## Hintergrund
Wie viele andere Künstler während der COVID-19-Pandemie ging der Chicagoer Saxophonist Dave Rempis, um seinen künstlerischen Ausdruck weiterzuentwickeln, in dieser Zeit neue Wege. Einige Beispiele, die dessen Ergebnisse enthalten, hat er auf dem Doppelalbum The Covid Tapes festgehalten, das sechs unbegleitete Auftritte aus dem Proberaum (die zwischen drei und sieben Minuten dauern) mit vier Live-Mitschnitten im Freien (zwischen 16 und 22 Minuten) im Trio oder im Duett mit einer Reihe seiner regelmäßigen Mitarbeiter kombiniert.
Auf „Toron“ tat sich Rempis mit Schlagzeuger Tim Daisy zusammen, einem Kollegen aus seinem Rempis Percussion Quartet. Schlagzeuger Tyler Damon (der sonst, zusammen mit Rempis, ein Drittel des kooperativen Power-Trios Kuzu bildet) spielte in „Glitch“ und in „Skin and Bones“, letzteres im Trio mit dem Bassisten Joshua Abrams. Der Track enthält auch einen Moment, in dem Rempis scheinbar einen kläffenden Hund in ein improvisiertes Duett verwickelt. Abrams ist auch Teil des Trios von „In the Wild“, das von der Cellistin Tomeka Reid vervollständigt wird.
Die Solotracks von Dave Rempis wurden in der Unity Lutheran Church in Chicago aufgenommen. Das Duo von Rempis mit Tim Daisy wurde im Veranstaltungsort Sugar Maple in Milwaukee aufgenommen; die restlichen Stücke (Rempis/Reid/Abrams, Rempis/Abrams/Damon und Rempis/Damon) wurden im Margate Park in Chicago mitgeschnitten.

## Titelliste

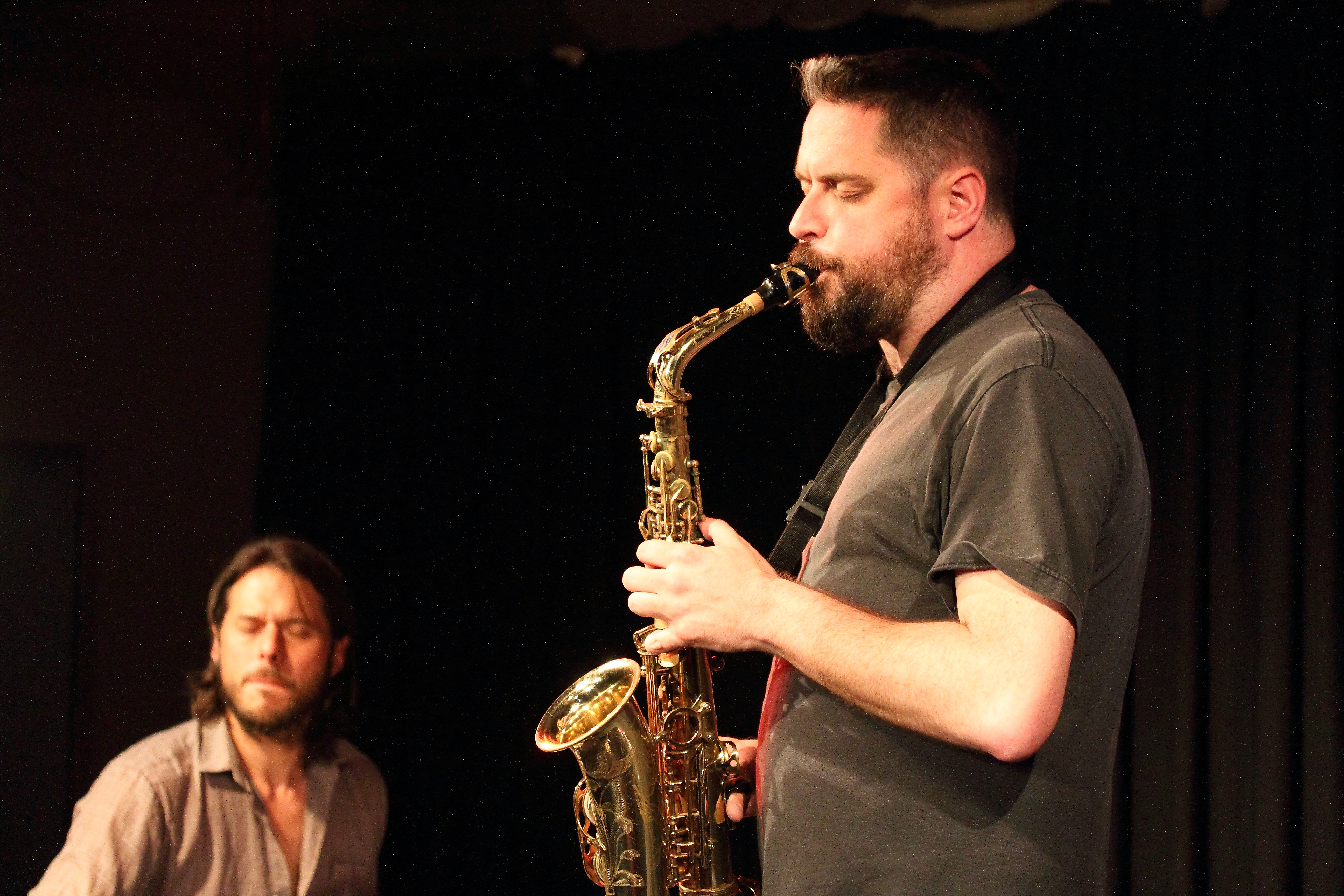
Dave Rempis und Tim Daisy (link) mit The Rempis Percussion Quartet im Club W71 in Weikersheim.(2016)

- Dave Rempis: The COVID Tapes: Solos, Duos & Trios (Aerophonic Records)[2]

CD 1
1. Knox (Joe McPhee) 6:47
2. Toron 16:51
3. B My Dear (Dudu Pukwana) 3:41
4. Skin and Bones 22:47
5. The Song Is You (Jerome David Kern) 6:37

CD 2
1. Just a Gigolo (Leonello Casucci) 3:28
2. In The Wild 19:34
3. On Green Dolphin St. (Bronislaw Kaper) 6:52
4. Glitch 17:30
5. Isfahan (Billy Strayhorn, Duke Ellington) 4:20

Wenn nicht anders vermerkt, stammen die Kompositionen von Dave Rempis.

## Rezeption
Nach Ansicht von John Sharpe, der das Album in All About Jazz rezensierte, sei es ungewöhnlich für einen Anhänger des spontanen Komposition und Improvisation, dass alle Soli des Saxophonisten entweder Coverversionen oder Standards seien, wenn auch Melodien, die für Rempis eine gewisse persönliche Bedeutung haben. Obwohl das Material weitestgehend geradlinig angepackt werde, durchdringe Rempis jeden mit kleinen magischen Wendungen, dank seiner leidenschaftlichen Aufmerksamkeit für Atemtechnik und Intonation. Joe McPhees „Knox“ biete einen fantastischen Beginn, beschwörend und hypnotisierend, während Rempis am Baritonsaxophon in der Prahlerei des einfachen, aber kraftvollen Riffs schwelge, seine ausgefransten Töne mit Verletzlichkeit durchzogen sind. Er gebe auch eine von Herzen kommende Interpretation von Dudu Pukwanas Blue-Notes-Klassiker „B My Dear“, während er beim Standard „On Green Dolphin Street“ das Thema auch bei seinen Höhenflügen stets griffbereit halte.

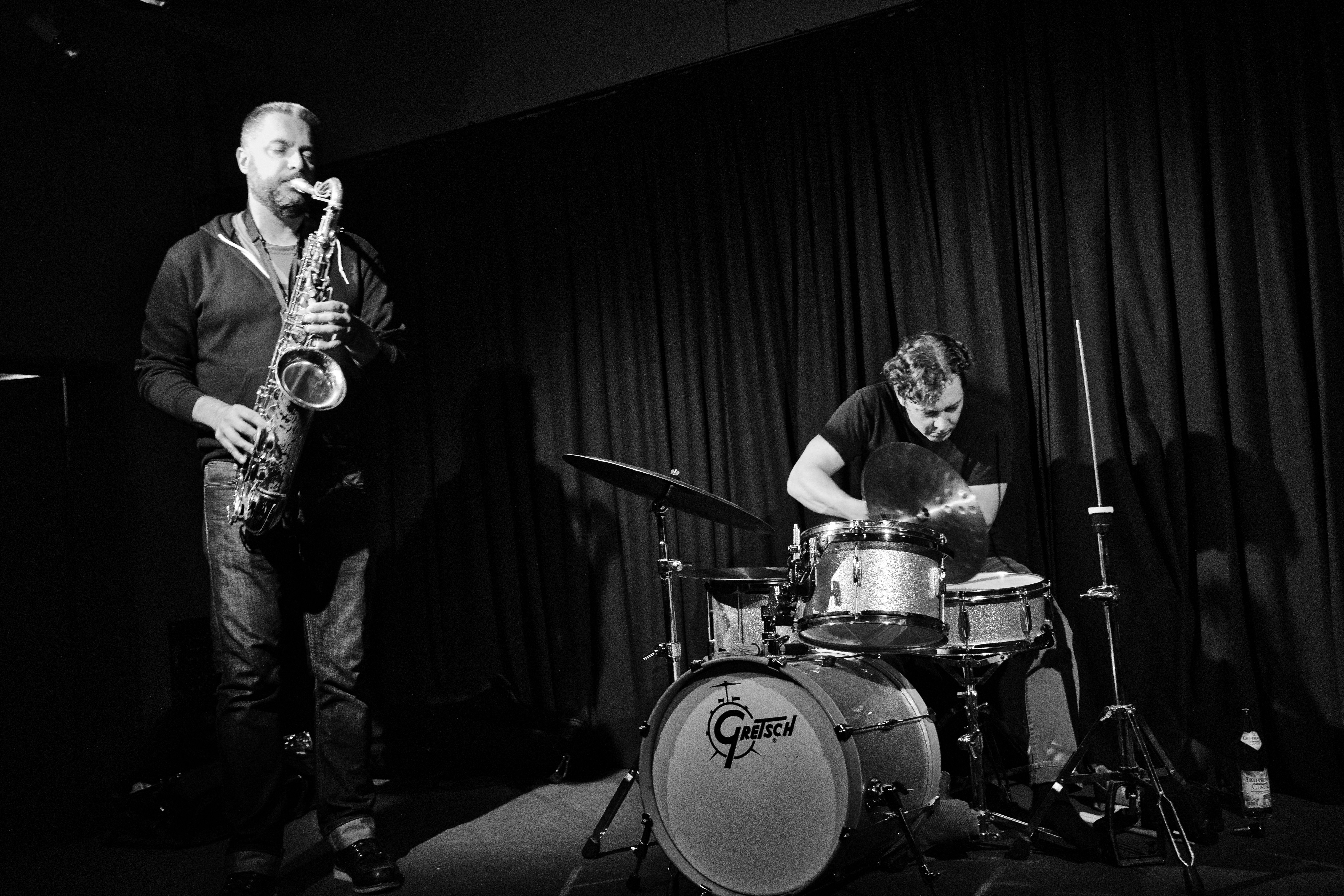
Dave Rempis mit Tyler Damon (Schlagzeug) bei einem Auftritt des Trios KUZU im Club W71 in Weikersheim 2021

John Murph meinte in Down Beat, Dave Rempis fange die globale Angst unserer Zeit in dieser passend betitelten Aufnahme ein. Die Musik entfalte sich wie Schnappschüsse von jemandem, der mit Isolation zu kämpfen habe und nach sinnvoller Interaktion suche. Dabei navigiere Rempis zwischen seelenrührenden Solo-Recitals bis hin zu faszinierenden Duos und Trio-Erkundungen. Die im Freien aufgezeichneten Duo- und Trio-Sessions würden mit mehr gemeinschaftlicher persönlicher Interaktion einen Hoffnungsschimmer in der Pandemie bieten, aber immer noch im kleinen Maßstab. Vergleichsweise sei dieser Teil des Albums abstrakter und gleichzeitig stimmungsvoller als die Solo-Exkursionen. Wie The COVID Tapes unter anderen Alben aus der Pandemie-Ära Bestand haben werde, werde sich noch entschieden, aber im Moment sei dies eine fesselnde und manchmal befördernde Erfahrung.
In einigen Jahren werde man die COVID-Zeit vielleicht als einen gewaltigen Schmelztiegel der [kreativen] Schöpfung betrachten, meinte Franpi Barriaux (Citizen Jazz). Doch von diesem Zeitpunkt aus könnten wir heute nicht urteilen. Dave Rempis’ COVID-Tapes sei eine seltsame Platte, die manchmal zusammenhangslos wirke. Hervorhebenswert seien jedoch die im Frühjahr 2020 in den Parks entstandenen Trio- und Duo-Mitschnitte, etwa mit Tomeka Reid und Joshua Abrams in einem intensiven „In the Wild“, mit Schlagzeuger Taylor Damon im andächtigen „Glitch“. Herausragend sei die eher ironische Version von „Just a Gigolo“, die solo aufgenommen wurde ebenso wie Joe McPhees „Knox“.